# Setos (grup nigerocongolès)
Els setos són els membres d'un grup ètnic que viuen al sud-est de Benín, al departament d'Ouémé que parlen el dialecte seto de la llengua gun. Segons el joshuaproject hi ha 34.800 segos a Benín. Els setos són d'un grup ètnic de les ètnies guineanes. El seu codi ètnic és NAB59e i el seu ID és 14877.
Els setos parlen el dialecte seto de la llengua gun. Els altres grups humans que parlen aquesta llengua són els guns i els tolis, que parlen el dialecte homònim.
La gran majoria dels setos creuen en religions africanes tradicionals (95%) i només el 5% són cristians. La majoria dels setos cristians són catòlics (90%) i hi ha petites minories de protestants (5%) i de setos que pertanyen a esglésies cristianes independents (5%). Només el 0,5% dels setos cristians segueixen el moviment evangèlic.